# Liisa Viikari
Aune Anna-Liisa Viikari, född Okkonen 30 januari 1949 i Helsingfors, är en finländsk biokemist. 
Viikari blev 1975 forskningsassistent vid Finlands Akademi, var från 1976 verksam på biotekniska laboratoriet vid Statens tekniska forskningscentral (VTT) och blev teknologie doktor 1986. År 1996 blev hon forskningsprofessor vid VTT Bioteknologi. Viikari har bedrivit forskning inom enzymteknologi och bioteknologiska tillämpningar. Hon har bland annat utvecklat en enzymbaserad metod för blekning av cellulosa. År 2002 blev hon den första kvinnan som tilldelades Anselme Paye-priset av American Chemical Society.
Hon var professor i bioteknologi vid Helsingfors universitet 2007–2012.